# Альбер Афтальон
Альбер Афтальон (фр. Albert Aftalion, 21 жовтня 1874, м. Русе, Болгарія — 6 грудня 1956, м. Женева, Швейцарія) — французький економіст, родом з Болгарії, професор Паризького університету. В 1909 році вперше відкрив акселератор.

## Життєпис
Народився в єврейській родині сефардського походження 21 жовтня 1874 році в місті Русе, в Болгарії. В 1876 році сім'я емігрувала до Франції, в місто Нансі.
У 1898 році здобув докторський ступінь з права в Паризькому університеті, а в 1899 році там же він здобув докторський ступінь з економіки.
У 1900—1922 роках викладав професором в Лілльському університеті, в 1922—1934 роках професором кафедри статистики в Паризькому університеті, а в 1934—1940 роках професором кафедри політекономії Паризького університету. У 1940—1944 роках був відсторонений від роботи в університеті у зв'язку з єврейським статусом, цей час він провів у Тулузі. Потім був відновлений в Сорбонні, і в 1944—1950 роках відпрацював до виходу на пенсію в 1950 році. У 1950—1951 роках був першим президентом Французької асоціації економічних наук. Входить до числа «100 великих економістів до Кейнса» за версією Марка Блауг. Помер 6 грудня 1956 року у м. Женева в Швейцарії у віці 82 роки.

## Внесок у науку
З лютого по квітень 1909 року в Журналі політичної економії вийшли статті «Есе про теорію періодично повторюваних криз. Реальність перевиробництва» Альбера Афтальона. У тому ж таки 1909 році була опублікована брошура з тією ж назвою, а в 1913 році вже вийшла двотомна праця «Періодичні кризи надвиробництва», де вперше був описаний ефект акселератора похідного попиту, заснований на теорії виробництва О. Бем-Баверка, і відповідно до якого, зміни попиту на споживчі товари приводили до прискорення змін попиту на інвестиційні товари.
Відповідно до принципу акселерації, збільшення попиту на споживчі товари потребує збільшення капіталовкладень у виробництво засобів виробництва. Для демонстрації принципу акселерації Афтальон пропонує розглянути економіку як процес розтоплення печі. Спочатку в піч завантажується паливо (дрова, вугілля) і, в міру спалення палива, починає поступово прогріватися приміщення. Для того, щоб помешкання повністю прогрілося, необхідно постійно підкладати паливо до тих пір, поки в приміщенні не досягнеться потрібна температура. Але навіть після того піч, яка вже не отримує паливо, продовжує віддавати тепло.
В економіці ситуація складається аналогічно: щоб при збільшенні попиту на споживчі товари досягти бажаного рівня виробництва, необхідні значні інвестиції в галузь, що виробляють засоби виробництва для випуску споживчих товарів. Але ситуація може скластися в такий спосіб, що деяка частина споживчих товарів на ринку буде зайвою.

## Основні праці
- «Періодичні кризи перевиробництва» в 2-х тт. (Les crises periodiques de surproduction, 1913);
- «Теорія економічного циклу, що базується на капіталістичній техніці виробництва» (The Theory of Economic Cycles Based on the Capitalistic Technique of Production, 1927).